# 다카노 신타로
다카노 신타로(일본어: 高野真太郎, 1979년 10월 20일 ~ )는 일본의 남자 음악가로 차콜 필터의 드러머이다.

## 개략
1999년에 록 밴드인 차콜 필터의 일원으로서 데뷰했다. "雨が上がれば夏が始まる"(비가 그치면 여름이 시작된다), "Love" 등을 작곡하여, "金がない"(돈이 없어)로는 보컬을 담당했다.

## 프로필
- 통칭: 다카노 (팬은 "신 찬"(しんちゃん)이라는 애칭으로 부른다)
- 생일: 1979년 (쇼와 54년) 10월 20일
- 출신지: 도쿄도
- 학력: 게이오기주쿠 고등 학교 중퇴
- 취미: 술을 마시는 것
- 가족: 아버지, 어머니와 누나
- 좋아하는 뮤지션: 그린데이, 판테라, 레드 핫 칠리 페퍼스
- 애용 악기: Premier

## 참가 작품
- HARRY "HOW DO WE LIVE"

2006년 5월 1일 발매
- 고나가와 다카히로 "The first tears"

2006년 7월 19일 발매

## 같이 보기
차콜 필터
- 고나가와 다카히로
- 오쓰카 유조
- 야스이 유키